# Spilarctia accensa
Spilarctia accensa là một loài bướm đêm thuộc phân họ Arctiinae, họ Erebidae.